# Експедиция Тера Нова
Вижте пояснителната страница за други значения на Тера Нова.
Експедиция Тера Нова, официално известна като Британска антарктическа експедиция 1910 (British Antarctic Expedition 1910), е осъществена от Робърт Скот през 1910 г.
Има за официална цел „да достигне Южния полюс и да осигури честта за това постижение за Британската империя“. Експедицията влиза в надпревара с екип от норвежки изследователи; Скот достига Южния полюс с четирима другари на 17 януари 1912 г. само за да установи, че норвежците, водени от Роалд Амундсен, са ги изпреварили с 33 дни. По обратния път към базовия лагер Скот и другарите му загиват. Участ на британците се разкрива от записки и снимки от пътешествието, намерени осем месеца по-късно от отряда за издирване.
За времето си Скот е най-опитният полярен водач на Великобритания; през 1901 – 04 водил Експедицията Дискавъри в Антарктика. Експедицията Тера Нова взема името на транспортиращия кораб и е замислена като частно начинание, финансирана от граждански дарения и допълнена с правителствени субсидии. Тя получава допълнителна подкрепа от Адмиралтейството, което отпуска опитни моряци за експедицията, и от Кралското географско дружество. Наред с опита за покоряване на Южния полюс експедицията провежда подробна научна програма и изследва земя Виктория и Западните планини. Проведен е неуспешен опит да акостират и проучат Земята на Крал Едуард VII (местен полуостров). Пътешествието на експедицията до нос Крозиер на остров Рос през юни и юли 1911 г. е първото продължително пътуване с шейни в дълбините на антарктическата зима.
Дълги години след неговата смърт, публичният образ на Скот като трагичен герой е безспорен и почти не са задавани въпроси относно причините за злополуката, отнела живота на неговия отряд. В последната четвърт на XX век експедицията е подложена на сериозен анализ и са отправени критики. Степента на лична вина на Скот за изхода на експедицията остава предмет на непрекъсната полемика.

## Подготовка

### Предистория
След завръщането експедицията Дискавъри през 1904, Скот подновява кариерата си във военноморския флот, но продължава да храни надежди за ново пътешествие на Юг, по-специално завоюването на самия Полюс. Експедицията Дискавъри била много успешна от научно-географска гледна точка, но като проникване стигнали само до 82°17' и не успели да пресекат Великата Ледена Бариера (най-големият леден шелф на Антарктика, с размери почти колкото Франция – лед, който лежи предимно на континента, но откъм океана навлиза във водата). По отношение на бъдещите си Антарктически усилия, Скот твърдо вярвал, че районът МакМърдо Саунд, мястото на предишната Дискавъри база, било негово собствено „поле за изява“, и че само той „има право“ да се върне там. През 1909 той получил известие, че експедиция начело с Ърнест Шакълтън почти е стигнала Полюса. Работейки от старата база на Скот, Шакълтън прекосил Великата Ледена Бариера, открил маршрута към Полярното Плато през ледника Беърдмор, и накрая търсил напосоки път за Полюса. На около 88°23' Южно, Ърнест бил принуден да се върне, само на стотина географски мили (112 сухопътни мили, 180 км) от самия Полюс. Шакълтън обаче, преди да замине бил обещал да не ползва базата на Скот, обещание което не спазил; това вгорчило отношенията между двамата, и само затвърдило решителността на Скот да надмине постижението на Шакълтън.
Правейки приготовленията за по-далечна експедиция, Скот е наясно че се планират и други Антарктически походи. Японската експедиция вече била в открити води; Австралийската Антарктическа Експедиция начело с Дъглас Маусон трябвало да потегли през 1911, но работата им била в различен сектор на континента. Междувременно, Руал Амундсен, потенциален съперник, обявява публично плановете си за Полярно пътешествие.

### Екипаж
Екипажът за експедицията Тера Нова, заедно с моряците и резервите наброява шестдесет и пет души. Те са избрани от 8000 кандидати, измежду които шест ветерана от експедицията Дискавъри; петима били с Шакълтън в Нимродската Експедиция през 1907 – 09.
Сред отпуснатия от Кралския Флот персонал са лейтенант Хари Пенел -- който първоначално щял да служи като навигатор, а по време на бреговата („сухопътната“) част от мисията, като капитан на акостиралия кораб -- и двамата лейтенант-медици Джордж Мъри Левик и Едуард Аткинсън. Бившият офицер от Кралския Флот Виктор Кембъл, известен като „Дяволски-добрият Другар“ („The Wicked Mate“), е един от малцината в колектива, които имат добри умения със ски, и е избран да води дружината, която щяла да изследва полуострова Земя на Крал Едуард VII. За разлика от Дискавъри, Адмиралтейството този път отпуска предимно моряци с чин по-нисък от офицерския, включително Антарктическите ветерани Едгар Евънс, Том Криън и Уилиям Лашли. Назначени са и двама офицери, които не са от военноморския флот: Хенри Робъртсън Бауърс (известен като "птиченцето), лейтенант от морската пехота на Индия, и Лорънс Оутс (с прякор „Тит“, като римския император), капитан от 6-и полк на Армейската кавалерия (т.нар. Драгуни). Капитан Оутс бил богаташ и освен че дарил £1000 (приблизително £75 000 по стойност от 2009) за експедицията, станал и неин член като доброволец (безвъзмездно).
За началник провеждането на научната програма бил определен Едуард Уилсън. Уилсън бил най-довереният човек на Скот; по време на експедицията Дискавъри бил заедно със Скот по време на прехода „Най-далечният Юг“. Бележит зоолог-изследовател, той бил още талантлив художник-илюстратор. Колективът от учени включвал още метеорологът Джордж Симпсън, канадския физик Чарлз Райт, и геолозите Франк Дебенхам и Реймънд Пресли. Екипът учени се допълвал от Грифит Тейлър (началник на геолозите), биологът Едуард Нелсън и помощник-зоологът Апсли Чери-Гарад. Чери-Гарад нямал научна квалификация, но бил протеже (чирак) на главния учен (Едуард Уилсън). Апсли, също както Оутс, дарил £1000 за капитала. След като първоначално Скот му отказал за експедицията, Чери-Гарад позволил дарението да остане, което впечатлило Скот до толкова, че да смени решението си (и съответно да му позволил да се присъедини).
Фотограф на експедицията е Хърбърт Пойнтинг. По съвет на Фритьоф Нансен, Скот наел младия норвежки ски-експерт, Тригве Гран.

### Транспорт
Скот решил, че най-удачна стратегия би било да ползват смесен транспорт, разчитайки на съдействие от кучета, моторни шейни и понита.
Той назначил Сесил Миърс да отговаря за кучешките впрягове и наел предишният специалист по двигатели на Шакълтън Бернард Дей да управлява моторните шейни. Оутс щял да отговаря за понитата, но понеже до май 1910 нямал възможност да се присъедини към експедицията, Скот инструктирал Миърс, който нищо не разбирал от коне, да ги купи; в резултат на това конете били „средна стока“, което по-късно щяло да окаже злощастни последици.
Първи Шакълтън употребява моторни шейни и понита на континента Антарктика, по време на неговата експедиция през 1907 – 09. Скот вярвал, че понитата свършили добра работа на Шакълтън, и бил впечатлен от потенциала на моторните шейни. Скот обаче смятал да разчита предимно на човешка ръка за тегленето на товара (екипировка и провизии); по план, конете и моторните шейни трябвало да се ползват само за етапа през Великата Бариера, позволявайки на пътешествениците да запазят сили за следващите етапи -- Ледника и Платото. Това било на теория, но на практика моторните шейни били от полза само за кратко, а работата на понитата била повлияна отрицателно от тяхната напреднала възраст и лошото им здравословно състояние. Що се отнася до кучетата – докато след експедицията Дискавъри Скот останал подозрителен към тяхната надеждност, неговите записки от Тера Нова показват, че сега той признава ефективността на кучетата в подходящи ръце. В хода на експедицията капитан Скот се впечатлявал все повече и повече от техните способности.

### Бюджет
За разлика от експедицията Дискавъри, която била финансирана изцяло от Кралското Общество и Кралското Общество на Географите, Тера Нова била организирана като частна авантюра без значителна подкрепа от институциите. Скот изчислил, че ще трябват около £40 000 (£3 000 000 по стойности от 2009), половината от които в крайна сметка били отпуснати от правителството. Правителствените пари са осигурени чрез вноски (дарения) от граждани и заеми. Допълнително, различни частни търговски фирми отпускат цяла гама безплатни провизии и екипировка, понеже симпатизират на мероприятието. Набирането на тези фондове е дело предимно на Скот, който губи много време и енергия в призиви за подпомагане, първо на територията на днешното Обединено Кралство, а после и в Южна Африка, Австралия и Нова Зеландия.
Определено най-големият единичен разход е покупката на самия кораб „Тера Нова“ – £12 500. Скот иска да управлява кораба като част от военноморския флот под името „Флаг на Кралския Флот“, и да си осигури членство в Кралската Яхтова Ескадра (за сумата от £100). По този начин успява да наложи военноморска дисциплина за експедицията; освен това като регистрирана яхта от Ескадрата, Тера Нова е освободена от регулациите на Борда на Търговците, според които строги закони корабът е можело да бъде счетен като негоден за пътешествието.

### Цели
Скот формулира целите на експедицията при неговата първа публична пресконференция по следния начин: „Основната цел на тази експедиция е достигането на Южния Полюс, и да се осигури честта от това постижение за Британската Империя!“
Поставени са и други, научно-географски цели; според главния учен Уилсън, основната работа на експедицията е свързана с научни изследвания: „Никой не може да каже, че ще е само търсене на полюса... Ние искаме научната работа да направи достигането на Полюса само обикновена новина.“ Уилсън е искал да изследва колония пингвини на Нос Крозиър, и да проведе геоложки, магнетични и метеорологични експерименти в „безпрецедентен“ мащаб.

## Първи сезон, 1910 – 11

### Потегляне
Тера Нова отплува от Кардиф, Уелс на 15 юли 1910. Скот, забавен от работи свързани с експедицията, потегля по-късно и се присъединява към кораба в Южна Африка. В Мелбърн, Австралия, той напуска кораба за да продължи с набирането на паричния фонд, а в това време Тера Нова продължила към Нова Зеландия. В Мелбърн, Скот получава телеграма от Амундсен, с информацията че норвежецът „продължава на Юг“; точните думи на телеграмата не са ясни. Чери-Гарард, Крейн и Престън всичките докладват, че съдържанието било просто „Пътувам на Юг“. Според други в писмото пишело, че Амундсен наближава Антарктика. Телеграмата е първия признак, че Скот е в съревнование. Помолен от пресата за реакция, Скот отвръща че плановете му няма да се променят, и че той не би пожертвал научните цели на експедицията за да спечели надпреварата за Полюса. В своя дневник той написал, че Амундсен имал доста благоприятен шанс за успех, и вероятно заслужава своя късмет ако се справи.
В Нова Зеландия Скот отново се присъединява към кораба; добавени са още припаси на борда, включително 34 кучета, 19 Сибирски понита и моторни шейни. В началото на декември корабът се натъква на тежка буря; в един момент даже, понеже помпите не могли да смогнат, екипажът трябвало да изгребва вода от кораба с помощта на кофи. В бурята загубват две понита, куче, 10 имперски тона (10 160 kg) въглища и 65 галона (~290 литра) петрол. На 10 декември Тера Нова е забавена с 20 дена поради южни ледове; тази „спънка“, която Скот определя като „чисто и просто лош късмет“, коства на екипажа 61 имперски тона въглища.

### База на Нос Евънс
Пристигайки на Остров Рос на 4 януари 1911, приключенците започват да търсят място, където да акостират около Нос Крозиър в източния край на острова, и после продължават на запад, където преди акостирали експедициите Дискавъри и Нимрод. След като обмисля възможните места за изграждане на база, Скот се спира на един нос, който в дните от Дискавъри наричали „Скюъри“, а по-късно той го преименувал на Нос Евънс. Капитанът се надявал че мястото ще е надеждно за закотвяне и, понеже водите на юг от острова се заледяват, че ще позволи лесен достъп до хижата и Бариерата по леда. На Нос Евънс бреговият екип дебаркира, слизайки от кораба с понитата, кучетата, трите моторни шейни (една от които била загубена по време на разтоварване), и повечето запаси за екипажа. Според записките в дневника си, Скот е „удивен от силата на понитата“ докато те прехвърляли запаси и материали от кораба до брега. Сглобен е предварително изработен подслон (Хижа Скот) с размери 15х7.7 метра; към 18 януари подслонът става обитаем.

### Лагерът на Амундсен
Програмата на Скот включвала план да се изследва и проведе научен експеримент в Земите на Крал Едуард VII (това е име на местност), на изток от Бариерата; за тази цел е сформиран екип от шест души -- Виктор Кембъл (водач на екипа), Прийстли, Левик, Абът, Диксън, и Браунинг. Имало уговорка, ако се окаже че Земите на Крал Едуард VII са недостъпни, да се изследват Земите на Виктория (друга местност).
На 26 януари 1911, Кембъл и групата му напускат с кораба и се отправят на изток. След като не успяват да намерят подходящо място за акостиране в Земите на Крал Едуард VII, Кембъл решава да отплава за Земите на Виктория. Докато се връщат, пътувайки на запад, се натъкват на експедицията на Амундсен, които по това време лагеруват в Залива на Китовете, проток в Бариерата. Амундсен бил любезен и гостоприемен, подготвил място за Кембъл да лагеруват наблизо, и дори предложил помощ с кучетата си. Кембъл учтиво отказва и се връща с екипа си на Нос Евънс за да докладва развоя на събитията. Скот получава новините на 22 февруари, по време на първия поход за изграждане на склад. Според Чери-Гарард, първата реакция на Скот и групата му била да се втурнат към Залива на Китовете за да обсъдят нещо с Амундсен. От друга страна, в дневника си Скот отбелязва това събитие съвсем спокойно: „Само едно нещо се върти в главата ми. Най-правилно и най-разумно за нас би било да действаме сякаш това не се е случило. Да продължим напред и да дадем най-доброто от себе си в името на нашата национална чест, без страх или паника.“

### Изграждане на складове, 1911
Скот иска да се изградят серия от складове на Юг върху Великата Ледена Бариера, завършващи с голям склад на 80° Южно (наречен „Склад Един Тон“), които да се ползват при планираното за идната пролет полярно пътешествие.
Начинанието започва на 27 януари, в условия на „бързане, граничещо с паника“, според думите на Чери-Гарард. Снегоходките за коне, подарък от норвежките изследователи, са забравени в базата на Нос Евънс, което занижава ефективността на понитата. Освен това снежна виелица ги забавя допълнително с още три дена. Работата напредвала по-бавно от предвиденото и Скот започва да се опасява, че изтощените понита няма да имат сили за връщането до базовия лагер. Офицер Оутс предлага да продължат напред, убивайки за месо понитата когато вече не могат да вършат работа, но Скот не се вслушва и големия „Склад Един Тон“ бива изграден на повече от 30 мили по-южно от заплануваното място (т.е. по-далеч от самия полюс).
И все пак опасенията на Скот се сбъдват, и до базовия лагер се връщат само две от общо осемте понита.

### Зимна четвъртина, 1911
На 23 април 1911 слънцето залязва за зимните месеци, и компанията се установява в хижата на Нос Евънс. Хижата бива разделена с опаковъчни материали на отделни помещения. Всеки върши някаква работа; научните дейности продължават, извършват се наблюдения и измервания, изпълнен е основен ремонт на екипировката. Оцелелите животни са подложени на ежедневни упражнения за да са в добра форма; самите изследователи играят футбол в мрачната обстановка на полярната нощ и Скот отбелязва, че „Аткинсън е най-добър, но и другите се справят“. Чери-Гарард се зама да издава вестника „Новини от Южния Полюс“, който Шакълтън произвеждал при предишната експедиция „Дискавъри“. Капитан Скот отделя значително време в изчисляване на необходимите запаси за предстоящия поход до Южния Полюс. 43-тият рожден ден на капитана е ознаменуван с пиршество, както и полярната Коледа на 21 май.

## Пътешествие до полюса, 1911 – 12
На 13 септември 1911, Скот разкрива на екипажа си плановете за полярния поход. Шестнадесет души ще потеглят, ползвайки моторни шейни, понита и кучета за етапа от Великата Бариера, стигайки до Ледника Беърдмор. На това място понитата ще бъдат убити за храна, а кучетата -- изпратени обратно до базата. Оттам дванадесет души разпределени на три групи ще тръгнат нагоре по ледника и ще прекосяват полярното плато, влачейки провизиите с човешка сила. Само една от тези три групи ще достигне самия полюс, а другите две, спомагателни групи ще чакат на определени места. Съставът на последната, окончателна полярна група щял да бъде определен от Скот по време на пътешествието.
Групата с моторните шейни (лейт. Евънс, Дей, Лашли и Хупър) потегля от Нос Евънс на 24 октомври с две моторни шейни -- целта им е да довлекат провизии до 80°30' Южно, където да изчакат за другите. В рамките на осем дни обаче и двете моторни шейни се развалят, след малко повече от 50 мили пътуване, като през оставащите 150 мили (241 км) групата влачи на ръце 336-те кг провизии. Другите две групи, които потеглили на 1 ноември с понитата и кучетата, ги настигат на 21 ноември.
Първоначалният план на Скот е в този момент кучетата да се върнат в базата, за да може да се ползват през следващия сезон. Обаче, понеже напредването е по-бавно от очакваното, Скот решава да вземе кучетата за по-напред. Дей и Купър биват изпратени обратно до Нос Евънс, за да уведомят Симпсън за това решение. На 4 декември отрядът попада в снежна виелица, и в следващите пет дни се налага да лагеруват докато времето стихне и да ползват от провизиите, предназначени за пътуването по ледника. На 11 декември Дей и Купър най-накрая се връщат в базата, носейки съобщението, че „положението не е никак розово, но духът ни е бодър и се надяваме късметът да се обърне в наша полза“.
Компанията започва изкачването на Беърдмор и на 20 декември достига началото на полярното плато, където изграждат склад „Горен Ледник“. Скот все още не знае кого да избере за финалната полярна група. На 22 декември, на 85°20' ю.ш., Скот изпраща обратно Аткинсън, Чери-Гарард, Райт и Кохейн. Противно на последното си решение, вместо да продължи с кучетата Скот заповядва на Аткинсън да ги вземе назад, и да ги посрещне с тях по време на връщането от полюса.
Останалите осем души продължават на юг и понеже времето утихва, групата успява да навакса малко от изгубеното на ледника време (вследствие на бурята и на развалените моторни шейни). На 3 януари 1912, на 87°32 ю.ш., Скот прави окончателния си избор за полярната група – пет души (Скот, Уилсън, Оутс, Боуерс и Едгар Евънс) ще продължат, докато лейт. Евънс, Лашли и Криън ще се върнат назад. Решението да продължат пет души вместо четири налага да се преизчислят порциите и провизиите, понеже всичко е разпределено за групи по четири души.
Лейт. Евънс получава нови специфични заповеди относно кучетата, ясно подчертаващи колко необходими ще са за връщащите се от полюса изследователи. По време на връщането обаче, лейт. Евънс се разболява сериозно от скорбут. От склад „Един Тон“ нататък той вече не може да ходи и бива носен на шейна от своите другари до място на около 56 км южно от Хът Пойнт. На 18 февруари Криън тръгва сам към Хът Пойнт и по случайност попада там на Аткинсън и Димитри, които се готвели заедно с няколко кучешки впряга да презаредят склад „Един Тон“. Набързо е сформиран спасителен екип, и полуживият Евънс бива пренесен до Хът Пойнт на 22 февруари. В суматохата последните промени в плана на Скот относно кучетата биват пропуснати. Лашли и Криън по-късно са наградени с почетен медал за спасяване на човешки живот.
Междувременно, полярната група продължава към полюса, стигайки на 9 януари най-южната точка, достигната от Шакълтън. Седмица по-късно, на около 24 км от тяхната цел, групата се натъква на черното знаме на Амундсен, и разбират че са изпреварени. Британците достигат полюса на следващия ден, 17 януари 1912, откривайки че Амундсен е пристигнал там на 14 декември 1911. Норвежецът им е оставил палатка с малко провизии и писмо до норвежкия крал Хаакон VII, което учтиво моли Скот да предаде.
Скот пише в дневника си: „Полюсът. Да, но при съвсем различни от очакваните обстоятелства... Мили Боже! Това е ужасно място и дори още по-ужасно след като бихме път дотук, без да сме първи.“ Капитанът завършва записката си: "А сега за отчаяна борба [поне да се върнем първи]. Чудя се дали ще можем."
След като потвърждават местоположението си и издигат своето знаме, ден по-късно групата на Скот поема обратно към вкъщи. През следващите три седмици се движат доста бързо, като Скот отбелязва в дневника си „Направихме няколко отлични прехода!“. Обаче Скот започва да се притеснява за физическото състояние на хората си, особено за Едгар Евънс, който по това време вече е лошо измръзнал и „значително изтощен“, според записките на капитана. Когато наближават върха на ледника Беърдмор, подготвяйки се за спускане към Бариерата, състоянието на Оутс също се влошава – болят го ходилата. На 7 февруари групата започва слизането, но сега придвижването им се струва по-трудно и имат затруднения с локализирането на предварително изградените складове. Въпреки всичко това, Скот заповядва да се извърши полудневно геоложко проучване, и багажът в шейните натежава с 14 кг проби. По това време здравето на Едгар Евънс бързо започва да се влошава с всеки изминал час; появява се незарастваща рана на ръката, тежко измръзнал е, и се смята че си е ударил няколко пъти главата при падания. Цялата група страда от недохранване, но като най-едър от всички, Евънс е най-дълбоко засегнат от глада. В близост до края на ледника Евънс рухва и умира на 17 февруари.
След това, докато са на Бариерата, четиримата оцелели от полярната група преживяват едни от най-екстремните атмосферни условия някога регистрирани в този регион. Времето, и ефекта му върху ледената повърхност („сякаш влачим върху пустинен пясък“ Скот, 19 февруари) ги забавя значително, както и влошаващото се състояние на ходилата на Оутс. Скот се надява времето да се оправи, но към края на февруари температурите падат още повече. На 2 март, в склад „Средата на Бариерата“ Скот разбира, че има недостиг на бензин вследствие на изпарение (неправилно съхранение). Скот пише: „С най-сурови икономии вероятно можем да стигнем до следващия склад... на 113 км от тук.“ Групата се натъква на същия недостиг в следващия склад; освен това няма и помен от „кучетата, които щяха да са нашето спасение“. Дневните преходи сега падат до по-малко от 8 км дневно и групата страда от отчайващ недостиг на храна и гориво. На 17 март или някъде около тази дата, Оутс, макар да изглежда съвсем трезвомислещ, излиза от палатката казвайки, според дневника на Скот, „Аз просто излизам, може да се забавя.“ Тази саможертва се оказва недостатъчна да спаси другите. Скот, Уилсън и Боуърс със сетни усилия успяват да стигнат на около 18 км южно от склад „Един Тон“, но биват възпряни на 20 март от свирепа виелица. Въпреки че се опитват да се придвижват всеки ден, в края на краищата не могат да достигнат големия склад и провизиите им свършват напълно. Последната записка на Скот, с дата 29 март 1912, предполагаемата дата на смъртта на последните трима, завършва със следните думи:
„Всеки изминал ден се опитваме да започнем 18-километровия преход до големия склад, но извън вратата на палатката бушува страховита вихрушка. Сега мисля, че не можем да се надяваме за каквото и да е било по-добро нещо. Трябва да се държим до последно, но ставаме все по изнемощели, разбира се, и краят не може да е далече. Изглежда жалко, но не мисля че мога да пиша повече. Робърт Скот. В името на Господ, погрижете се за нашите хора.“